# Gribov
Gribov é um município da Eslováquia, situado no distrito de Stropkov, na região de Prešov. Tem 7,94 km² de área e sua população em 2018 foi estimada em 192 habitantes.

## Demografia
| Ano:        | 1994 | 2004   | 2014   | 2024   |
| ----------- | ---- | ------ | ------ | ------ |
| Broj ljudi: | 195  | 191    | 201    | 185    |
| Razlika:    |      | -2,05% | +5,23% | -7,96% |

| Ano:               | 2023 | 2024   |
| ------------------ | ---- | ------ |
| Número de pessoas: | 183  | 185    |
| Diferença:         |      | +1,09% |